# Scaligeria ugamica
Scaligeria ugamica är en flockblommig växtart som beskrevs av Korovin emend. Korovin. Scaligeria ugamica ingår i släktet Scaligeria och familjen flockblommiga växter. Inga underarter finns listade i Catalogue of Life.